# Fortalesa de São José da Amura
La fortalesa de São José da Amura es localitza a la ciutat de Bissau, la capital de Guinea Bissau. Edificada per primer cop el 1696, fou derruida una dècada més tard. La construcció actual data de 1753.

## Història

### Context
En l'últim quart del segle xvii, la presència francesa a la regió va intensificar-se mercès a les activitats de la Companyia del Senegal, empresa monopolista del tràfic d'esclaus cap a les Antilles. Fou en aquesta situació que el capità major de Cacheu, António de Barros Bezerra, va escriure una carta al sobirà portuguès el 4 de març de 1687, on relatava les pretensions franceses de construir una fortificació a Bissau. El factor de Cacheu, en la mateixa data, també va donar part al monarca del desig francès d'aixecar una fortificació en un illot proper a Bissau.
El nou governador de Cap Verd, Veríssimo Carvalho de la Costa, en visita a Guinea, també va informar al rei sobre aquest assumpte, en una carta datada el 2 d'abril. En la missiva explicava les mesures preses per frustrar les aspiracions franceses.

### La primera fortalesa
No va ser fins al 15 de març de 1692 que Pere II de Portugal, mitjançant un albarà reial, va constituir la Capitania Major de Bissau. Hi va destinar una guarnició de quaranta places i ordenava la construcció d'una fortalesa, sufragada per la Companyia de Cacheu i Cap Verd (instituïda el 3 de gener de 1690).
L'estructura primitiva va ser erguida per forces portugueses a partir de 1696, sota el comandament del Capità Major, José Pinheiro. La Companyia de Cacheu i Cap Verd no va tenir els resultats econòmics previstos i el 1703 va perdre la renovació de l'explotació, el que va conduir a l'abandonament de la localitat el desembre de 1707. Les últimes tropes van arrasar-ne l'edificació.

### Reconstrucció
El novembre de 1753 va alçar-se una nova fortalesa, seguint els plànols del frare Manuel de Vinhais Sarmento. A partir de 1766 van introduir-se alguns canvis en el traçat, per ordre del coronel Manuel Germano da Mota. Van ser reparada entre 1858 i 1860, sota la direcció del capità Januário Correia de Almeida, enginyer civil i militar de la província. Va ser restaurada novament en la dècada de 1970, sota orientació de l'arquitecte Luís Benavente.
En l'actualitat, la fortalesa està oberta al públic. Acull el mausoleu d'Amílcar Cabral i el Museu Militar de la Lluita d'Alliberament Nacional.

## Característiques
La fortificació presenta una planta quadrangular en estil Vauban, amb baluards pentagonals en els vèrtexs. Als seus murs s'obrien 38 boques de canó. Muralla endins, s'aixequen la comandància, la caserna i els magatzems. Les defenses comprenien també una palissada que unia la fortalesa amb un petit fort costaner, de planta quadrada, amb dues boques de canó.

Imatges de São José da Amura
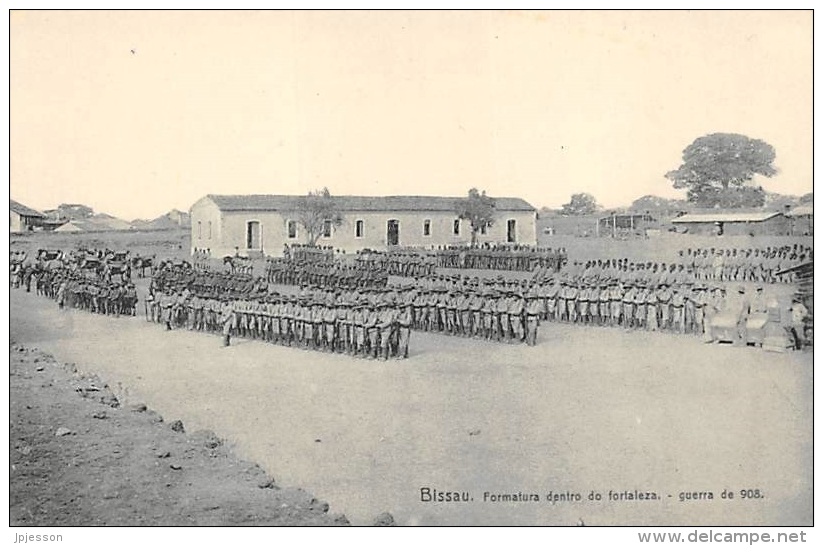
Graduació de tropes (dècada del 1900).
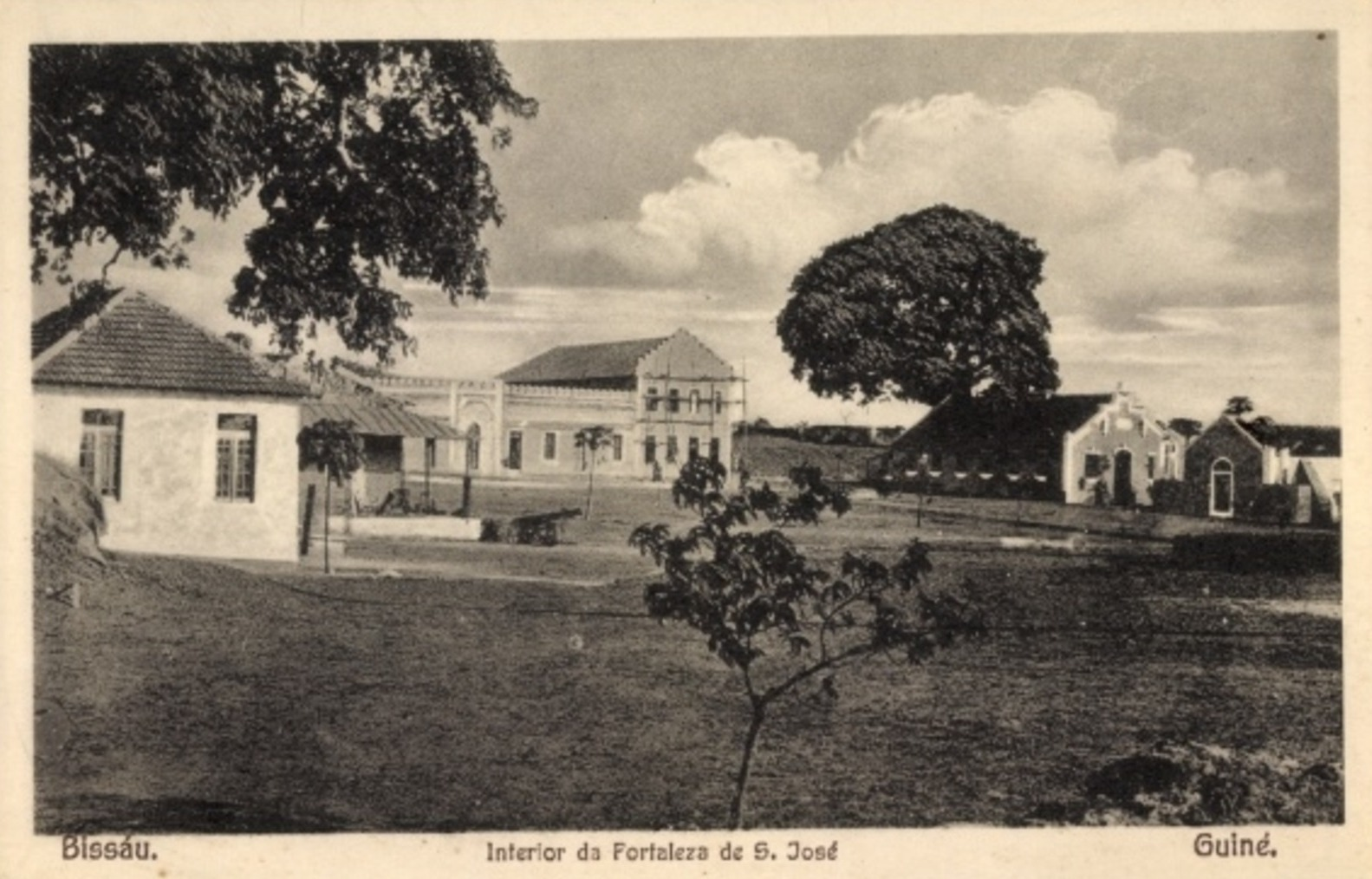
Interior de la fortalesa (dècada del 1920).
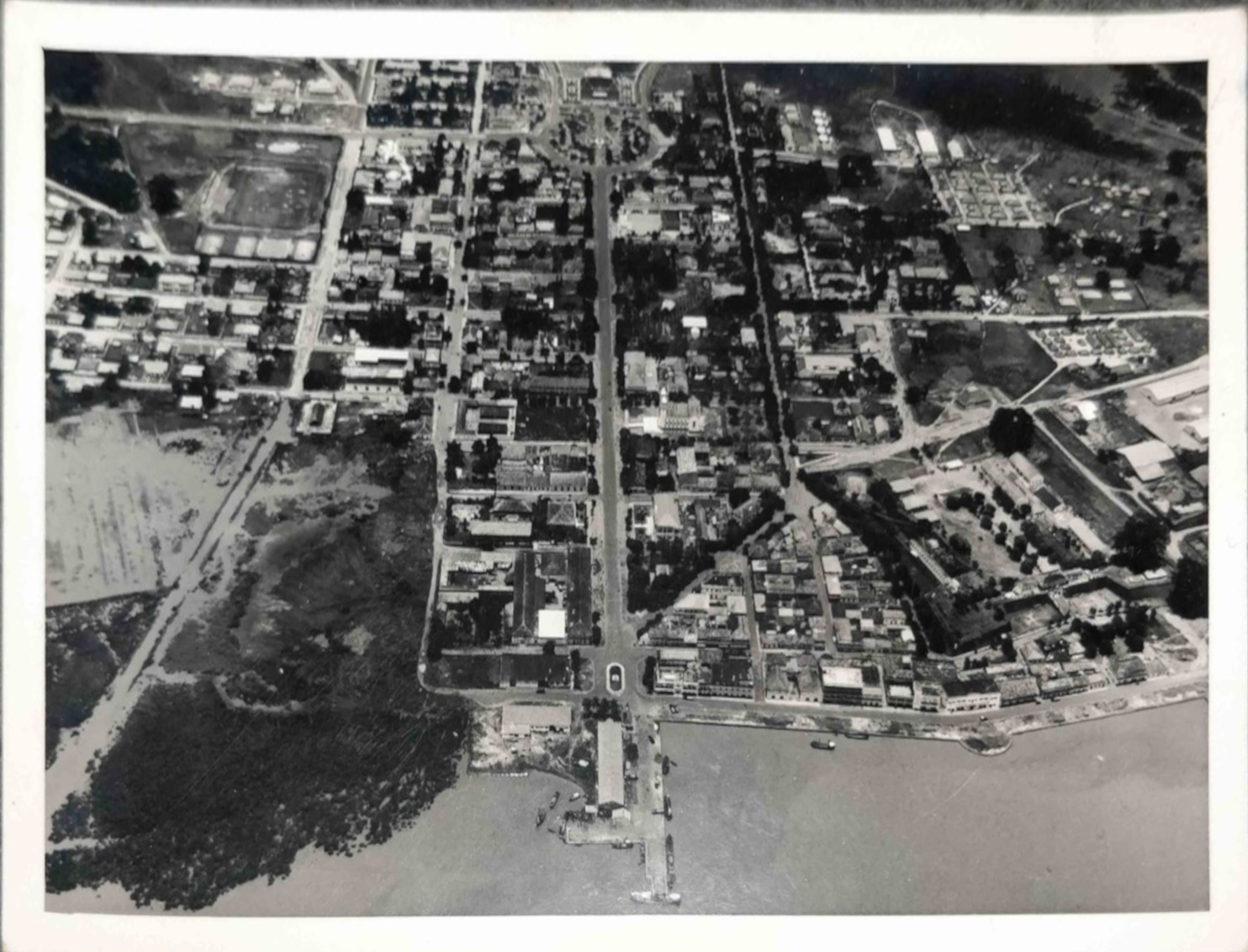
Vista aèria de la ciutat de Bissau, al marge dret s'hi veu la fortalesa (dècada del 1950).